# Gornji Šajn
Gornji Šajn est une localité de Croatie située dans la municipalité de Brod Moravice, comitat de Primorje-Gorski Kotar. En 2001, la localité comptait 9 habitants.

## Démographie
| 1948 | 1953 | 1961 | 1971 | 1981 | 1991 | 2001 |
| ---- | ---- | ---- | ---- | ---- | ---- | ---- |
| 76   | 73   | 68   | 57   | 32   | 16   | 9    |